# Frank Stoker
Frank Owen Stoker (29. maj 1867 i Dublin - 8. januar 1939 i Dublin) var en irsk tennis- og rugby union-spiller. Han er den eneste rugbylandsholdsspiller, der også har vundet en Wimbledon-titel.
Stoker blev irsk mester i tennis (herredouble) i 1890, 1891 og 1893-95. I 1890 og 1893 vandt sammen med Joshua Pim herredouble-titlen i Wimbledon. Han blev rangeret som nr. 7 i verden i 1892 af Karoly Mazak.
Frank Stoker spillede fem landskampe for Irlands rugby union-landshold i perioden 1886-91.